# Паллотинки
Сестри — паллотинки (Згромадження Сестер Місіонерок Католицького Апостольства — SAC; лат. Congregatio Sororum Apostolatus Catholici) — жіночий чернечий орден у католицькій церкві який заснував святий Вікентій Паллотті (1795—1850) у Римі в 1838 році. Завданням Сестер Паллотинок є сприяння зросту віри і любові у мирян, пробудження їхньої свідомості щодо апостольського покликання.

## Історія створення
Паллотті проповідував, що кожна людина покликана до апостольства (не тільки духовенство, але і миряни) і на підставі заповіді любові повинна турбуватись про спасіння ближніх, так само як про своє власне. Він створює Союз Католицького Апостольства Доскладу Союзу, від моменту заснування, входять:
- Товариство Католицького Апостольства (отці паллотини, затверджене 11 липня 1835 року Папою Григорієм XVI)
- Згромадження Сестер Місіонерок Католицького Апостольства (сестри паллотинки, засноване 1838 році).
- Згромадження Сестер Католицького Апостольства, та інші спільноти, які протягом часу приєднуються[1].

Завданням Сестер Паллотинок є сприяння зросту віри і любові у мирян, пробудження їхньої свідомості щодо апостольського покликання.

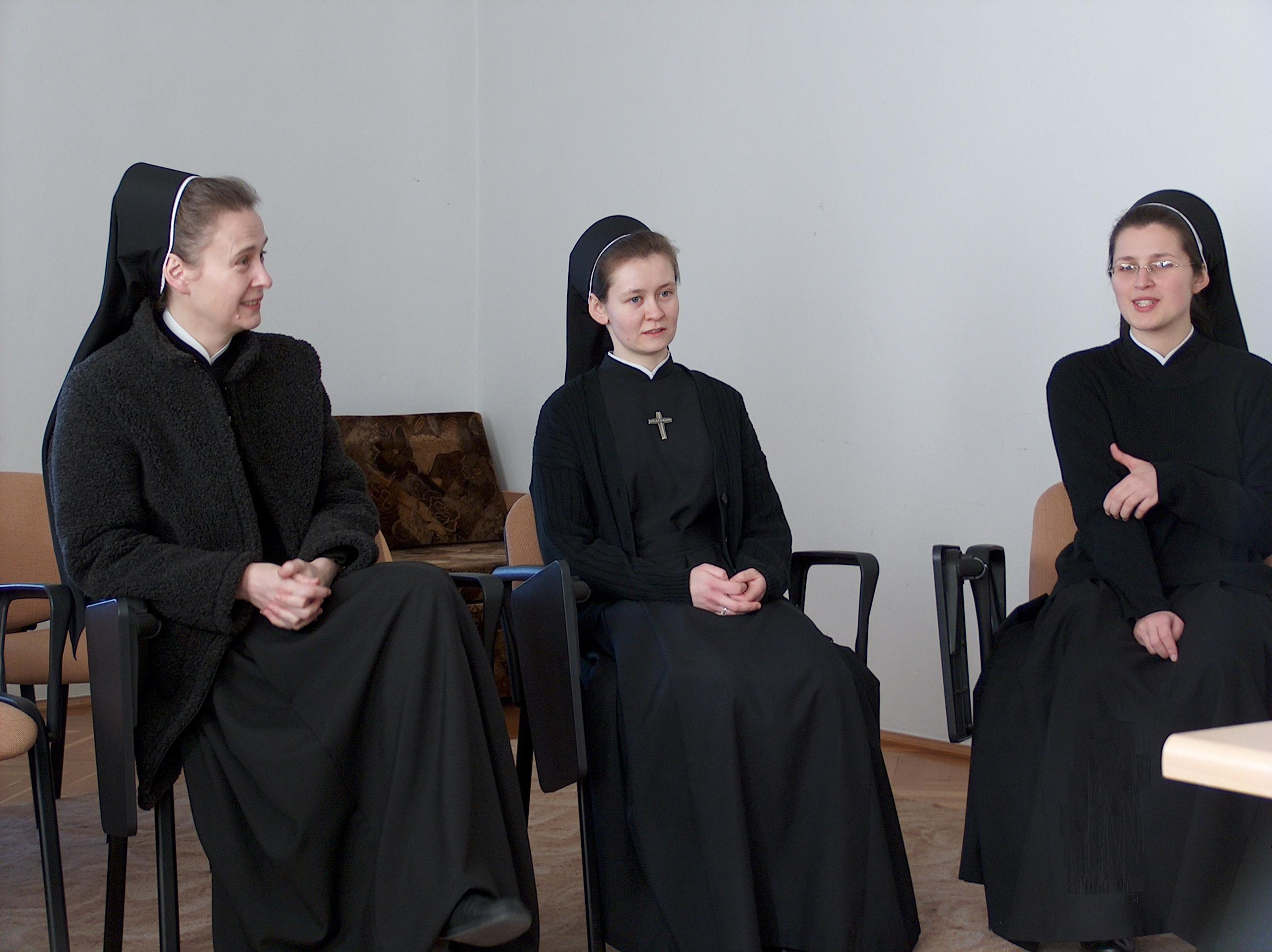
Сестри — паллотинки

## Етапи формації
У згромадження приймаються дівчата віком від 18 до 30 років. Для вступу кандидаткам, старшим 30 років потрібно отримати спеціальний дозвіл від Провінційної Настоятельки.
- Кандидатура — перший етап, під час якого кандидатка поглиблює свої релігійні знання та ближче знайомиться із щоденним життям сестер.
- Постулат — другий етап навчання, який триває рік. На цьому етапі постулантки розпізнають своє покликання, більше часу приділяють молитві, духовній праці над собою, пізнають сутність апостольського завдання сестер.
- Новіціят — протягом двох років новіціятки продовжують поглиблювати свої релігійні знання, працювати над собою та пізнавати місію паллотинського згромадження. Але найважливішим завданням новіціату є приготування новіціаток до складання Перших Обітів.
- Перші Обіти — чистоти, вбогості та послуху — завершують початковий етап формації, цим самим розпочинають наступний крок, який називається юньорат. В урочистість Перших Обітів сестра отримує монаший одяг — хабіт та вельон, що свідчить про особливу приналежність до Ісуса Христа.
- Юньорат — триває шість років. Протягом всього часу сестри займаються апостольським служінням у різних, довірених їм провінційним урядом.
- Вічні Обіти цим висловлюючи свою згоду протягом всього свого життя служити Богу та людям у Згромадженні Сестер Паллотинок Католицького Апостольства[2].

## Діяльність
Сестри ведуть катехетичні заняття для дітей, молоді та дорослих, готують їх до прийняття Святих Таїнств, проводять заняття у спільнотах Малий та Молодий Апостол, біблійних та розарійних колах, театральних групах. Щотижня організовують формаційні зустрічі для мирян з Об'єднання Католицького Апостольства. Служать у захристіях, допомагають бідним, хворим, самотнім людям та багатодітним родинам.

## Сестри паллотинки в Україні
Перша спільнота сестер на теренах Східної Європи почала існувати в 1934 році в місцевості Райци, біля Новогрудка (тоді територія Польщі (зараз — Білорусі). З початком Другої світової війни сестри мусили переїхати до Польщі, а після — Райци відійшли до складу СРСР.
З 1991 року, після розпаду СРСР, коли з'явилась можливість працювати в Україні, сестри почали приїздити до Житомира. Спочатку сестра Консолята Маєвська, яка вперше приїхала в 1989 році, залишалась на Україні короткий час. Разом з отцями паллотинами заснувала спільноту Об'єднання Католицького Апостольства — групу світських людей. Через деякий час почали приїжджати інші сестри.
В 1991 сестри році придбали дім для постійного проживання в Житомирі. Сестри займались катехізацією дітей, опікувались хворими та самотніми, допомагали священникам у парафіяльній праці. З'являються перші покликання до монашого життя. В 1995 році сестри придбали другий будинок для створення формації майбутніх сестер паллотинок. Станом на 2013 рік є 6 сестер-паллотинок з України після вічних обіт.
Крім Житомира, сестри працюють у містах Коростишеві Житомирської області та Городку біля Львова. У Житомирі займаються катехізацією дітей та молоді, співпрацюють з отцями-паллотинами з парафії Божого Милосердя. Сестри з Кам'яного Броду співпрацюють з отцями-паллотинами, займаються з дітьми та молоддю, опікуються старшими людьми та хворими. В Коростишеві паллотинки співпрацюють з отцями-салезіанами, опікуються дітьми та молоддю та допомагають у парафіяльній праці. Сестри в Городку також займаються дітьми та молоддю, доїжджають до парафій у Комарне та Любінь.